# Togo Telecom Football Club
Il Togo Telecom F.C. è una società calcistica togolese con sede nella città di Lomé. Milita nella massima divisione togolese e gioca le partite casalinghe allo Stade Général Eyadema.